# Ловушка для свингеров
«Ловушка для свингеров» (англ. Zebra Lounge) — фильм режиссёра Кари Скогланд, снятый в 2001 году.

## Сюжет
Алан и Венди Бернеты ведут вполне благополучную жизнь, однако их сексуальное влечение друг к другу сильно ослабело. Изменять они не хотят, тогда им приходит мысль познакомиться с другой семейной парой, для чего Бернеты подают объявление в газету. Из множества писем они выбирают пару Джека и Луизы Бауэров, которые предлагают встретиться в заведении, которое именуется «Полосатая гостиная» (Zebra Lounge).
Новые знакомые приглашают Бернетов в роскошные апартаменты, где и происходит их свингерское свидание. Всё проходит благополучно, однако Венди решает прекратить встречи. Но у Луизы и Джека совсем другие планы. После второй встречи Бернеты чувствуют себя совершенно опустошёнными, а Бауэры наоборот — приезжают на день рождения сына их партнёров, дарят детям дорогие подарки. Джек убивает сотрудника компании, где работает Алан, так что мужчина идёт на повышение. В довершение ко всему Бауэры покупают дом рядом с Бернетами. Венди пытается угрожать, однако это только подзадоривает Джека и Луизу…

## В ролях
- Кристи Суонсон — Луиза Бауэр
- Стивен Болдуин — Джек Бауэр
- Брэнди Лэдфорд — Венди Бернет
- Кемерон Дейдду — Алан Бернет
- Дара Перлмуттер — Брук Бернет
- Дэниэл Магдер — Дэниэл Бернет
- Винс Корацца — Нил Бредли
- Брайан Пол — Адам Фрезьер
- Ховард Хувер — Вилл Уэллес
- Крис Джиллетт — Хэнк
- Стефани Мур — Марисса Уэллес
- Ларисса Гомес — Марни